# Сифаки
Сифа́ки, или хохлатые индри, или пропитеки (лат. Propithecus) — род приматов из семейства индриевых (относящегося к инфраотряду лемурообразных, или лемуров), распространённый только на острове Мадагаскар. Сифаки — полуобезьяны средней величины, достигающие размеров от 45 до 55 см и массы от четырёх до шести килограммов. Хвост у сифак такой же длины, как туловище, что отличает их от короткохвостых индри. Шерсть длинная и шелковистая, её окраска варьирует (в зависимости от вида) от желтовато-белой до чёрно-коричневой. Круглая морда всегда чёрная и без волос.

## Виды
Названия видов приведены в соответствие с современной научной нормой:

Окраска разных видов сифак:
A — P. verreauxi;
B — P. deckeni;
C — P. coronatus;
D — P. coquereli;
E — P. tattersalli;
F — P. diadema;
G — P. edwardsi;
H — P. candidus;
I — P. perrieri.

- Propithecus candidus
- Propithecus coquereli — Сифака Кокереля[4]
- Propithecus coronatus — Увенчанный сифака
- Propithecus deckenii — Сифака Ван-дер-Декена
- Propithecus diadema — Диадемовый сифака
- Propithecus edwardsi
- Propithecus perrieri
- Propithecus tattersalli — Золотоголовый сифака
- Propithecus verreauxi — Сифака Верро